# Matsura (Klan)

Wappen der Matsura

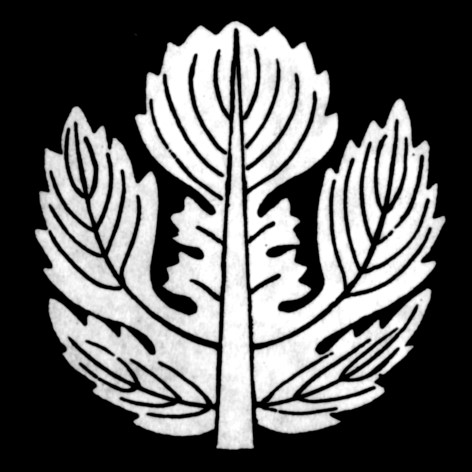
Weiteres Wappen
(Hirado-Eichblätter)

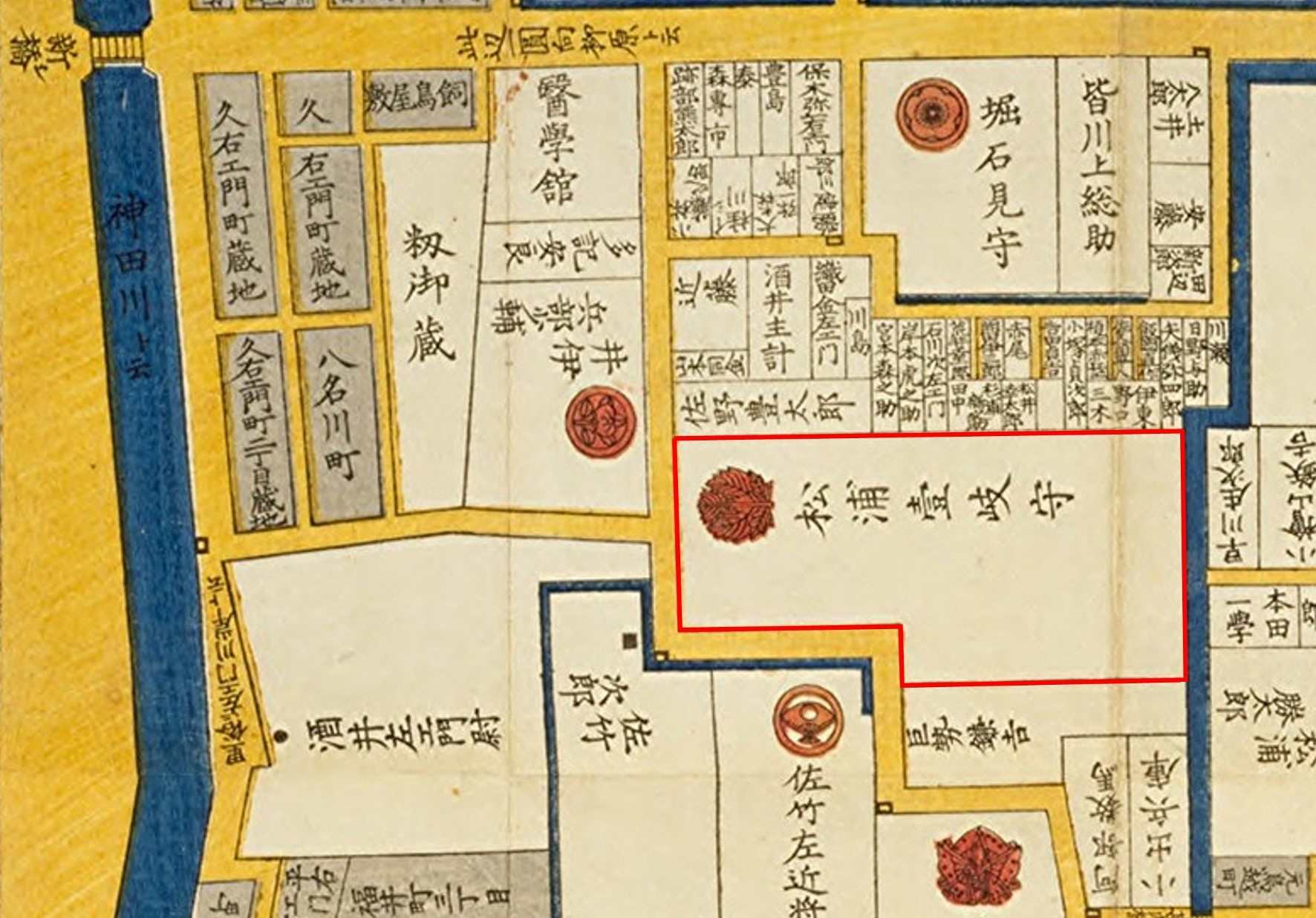
Matsura-Residenz in Edo

Die Matsura (japanisch 松浦氏, Matsura-shi) waren eine Familie des japanischen Schwertadels (Buke) aus der Provinz Hizen, die sich von Minamoto no Tōru (822–895), Sohn des  Kaisers Saga ableitete. Minamoto no Hisashi, Tōrus Großenkel, ließ sich in Matsuura (auch Matsura) nieder und nahm diesen Namen an. Mit einem Einkommen von 60.000 Koku gehörten die auf der Burg Hirado (Präfektur Nagasaki) residierenden Matsura zu den größeren Tozama-Daimyō der Edo-Zeit. Zum Lehen (han) Hirado gehörte auch die Provinz Iki mit der Insel Iki.

## Genealogie

### Hauptzweig
- Yoshi (義), Hisashis Nachkomme in der 18. Generation, schor sein Haupt und baute einen Tempel in Hirado, als Shōgun Ashikaga Yoshinori 1441 ermordet wurde.

- Takanobu (隆信; 1592–1637)
- Shigenobu (鎮信; 1549–1614), Takanobus Sohn, begleitete Toyotomi Hideyoshi auf dessen Feldzug 1587 gegen den Satsuma-Klan. Zwei Jahre später schor er sein haupt und nahm den Namen Sōsei-hōnin an. Später nahm er am Korea-Feldzug unter Konishi Yukinaga teil und unterstützte Kobayakawa Takakage bei den siegreichen Kämpfen gegen die Chinesen. Shigenobu war der erste Tozama-Daimyō des Lehens Hirado.

- Atsunobu (篤信; † 1637), Shigenobus Enkel, stammte mütterlicherseits von dem christlichen Daimyo Ōmura Sumitada ab und wurde getauft. Später wurde er jedoch zu einem Verfolger der Christen. Seine Nachkommen residierten mit dem Ehrentitel Iki no kami bis 1868 in Hirado. Danach Graf.

### Nebenzweig
Masashi (昌; 1651–1736), ein Sohn Shigenobus, begründete einen Nebenzweig, der mit einem Einkommen von 10.000 Koku auf Hirado-Shinden in einem Festen Haus (jinya) residierte. Nach 1868 Vizegraf.